# Discografia de Tonico & Tinoco
Esta é uma página que contém a discografia da dupla brasileira Tonico & Tinoco.

## Álbuns

### Álbuns de estúdio[1]
Esta lista está incompleta, você pode ajudar expandindo
- 1958: Suas Modas Sertanejas
- 1959: Na Beira da Tuia
- 1960: A Dupla Coração do Brasil
- 1961: A Saudade Vai
- 1962: La no Meu Sertão
- 1963: Cantando para o Brasil
- 1965: Data Feliz
- 1966: Artista de Circo
- 1966: Rancho de Palha
- 1969: Rei dos Pampas
- 1971: A Marca da Ferradura
- 1971: Laço de Amizade
- 1994: Coração do Brasil
- Lista de Álbuns

### Álbuns de compilação
Esta lista está incompleta, você pode ajudar expandindo
- 1968: As 12 Mais de Tonico e Tinoco - Ouro[2]
- 1983: Os Grandes Sucessos de Tonico e Tinoco - Ouro[2]

## Singles
Esta lista está incompleta, você pode ajudar expandindo
- Moreninha Linda

- Chico Mineiro
- O Gondoleiro do Amor
- Saudades de Ouro Preto
- Saudades do Matão
- Tristeza do Jeca
- Me Leva
- Ferreirinha
- Boiada Cuiabana
- Velho Pai
- Vingança de Soldado
- Mourão da Porteira
- Beijinho Doce
- As Três Cuiabanas
- Artista de Circo
- Faz um Ano "Hace um Año"
- Adeus Mariana
- O Caipira é Vosso Amigo
- Falsidade
- Rei dos Pampas
- Paraguaia
- Enquanto a Estrela Brilhar
- Luar do Sertão
- Chuá, Chuá
- Couro de Boi
- Maringá
- A Moda da Mula Preta
- Que Linda Morena
- Chico Mulato
- Mineirinha
- Pingo d´Água
- Segredo se Guarda
- Feijão Queimado
- Estrada da Vida
- Boiadeiro Apaixonado
- João Carreiro
- Cavalo Zaino
- Ciriema
- Baile em Ponta Porã
- Cavalo Preto
- Cidade Morena A respeito dessa música desde 2012 que ha discussões entre a intelectualidade e matérias na imprensa de Campo Maior devido suspeitas de que a letra e a música do hino municipal se enquadre como um plágio da canção “Cidade Morena”, interpretada pela dupla Tonico & Tinoco em 24 de agosto de 2017 a Câmara Municipal de Campo Maior realizou uma audiência pública com a participação de professores de música,  advogados e historiadores para começar a construir uma definição legal para o caso, conforme o princípio da autotutela , que manda que  administração pública tem a competência para sanar seus atos quando eivados de erros ou de ilegalidades. A música também se assemelha ao hino de Petrolina-GO e de Uruçuí-PI.[3].
- Orgulhosa
- Chalana
- Adeus Campina da Serra
- Moça Folgazona
- Azul Cor de Anil
- Rei do Volante
- Minas Gerais
- Boiadeiro Punho de Aço
- João de Barro
- Oi Vida Minha! (Moda do Peão)
- O Menino da Porteira
- Saudade que eu Tenho
- Boi Amarelinho
- As Flores
- Boa Noite Amor
- Mandamento do Motorista
- Pingo Preto
- Porquê
- Paineira Velha
- Lembranças
- Cavalo Branco
- Retalhos de Amor
- A Viagem do Tietê
- Lenda da Valsa dos Noivos
- Três Batidas na Porteira
- Praia Serena
- Motorista do Progresso
- Sorte Tirana
- Distante de Ti
- Adeus Gaúcha
- Filho de Mato Grosso
- Último Adeus
- Carreiro Sebastião
- Ranchinho de Taquara
- Saudades de Araraquara
- Teu Nome Tem Sete Letras
- Bombardeio
- Duas Cartas
- Fandango Mineiro
- Gaúcho Velho
- Fogo na Serra
- Decisão Cruel
- Encantos da Natureza
- Chão de Goiás
- Eu Penso em Ti
- Minha Mágoa
- Burro Picaço
- Chitãozinho e Xororó
- Piracicaba
- Cabocla Tereza
- Bom Jesus de Pirapora
- Canção da Criança
- Não Vou Brincar
- Estrela do Oriente
- Dia de Natal
- A Cuíca tá Roncando
- Anel de Noivado
- A Viola e o Cantador
- Cidade Grande
- Juriti Mineira
- Viola de Ouro
- Bate co Pé, Bate cá Mão
- La Paloma
- Velho Candieiro
- Arroz à Carreteiro
- Filho Pródigo
- Disparada
- Pinga Ni Mim
- No Meu Pé de Serra
- O Sanfoneiro só Tocava Isso
- Seresta
- Êh! São Paulo
- Felicidade
- A Mão do Tempo

## Discografia em 78 rpm
Segundo o site tonicoetinoco.com.br
| Nº | Lado "A"                  | Lado "B"                 | Gravadora   | Nº do disco | Data de Gravação |
| -- | ------------------------- | ------------------------ | ----------- | ----------- | ---------------- |
| 1  | Em vez de me agradecer    |                          | Continental | 15.385      | jul/45           |
| 2  | Tudo tem no sertão        | Porto Esperança          | Continental | 15.417      | set/45           |
| 3  | Sertão do Laranjinha      | Percorrendo meu Brasil   | Continental | 15.418      | set/45           |
| 4  | Cuiabano                  | Moreninha                | Continental | 15.447      | out/45           |
| 5  | Destino de Caboclo        | Ai, meu bem              | Continental | 15.655      | jun/46           |
| 6  | Cortando Estradão         | Chico Mineiro            | Continental | 15.681      | ago/46           |
| 7  | Pião Vaqueiro             | Adeus, Morena Adeus      | Continental | 15.706      | set/46           |
| 8  | A Cruz do Caminho         | Tristeza do Jeca         | Continental | 15.795      | jul/47           |
| 9  | Boiadeiro Entrevado       | Que Lucro dá!            | Continental | 15.796      | jul/47           |
| 10 | Você Sabe onde Moro       | Destinos Iguais          | Continental | 15.819      | ago/47           |
| 11 | Vingança do Chico Mineiro | Goiana                   | Continental | 15.913      | set/48           |
| 12 | Desprezado                | Rancho Vazio             | Continental | 16.026      | abr/49           |
| 13 | Besta Ruana               | Adeus Rio Grande         | Continental | 16.092      | set/49           |
| 14 | Camisa Preta              | Morte da Caboclinha      | Continental | 16.114      | dez/49           |
| 15 | Violeiro Casado           | Triste Também            | Continental | 16.165      | abr/50           |
| 16 | Canoeiro                  | Festa do Baiano          | Continental | 16.233      | ago/50           |
| 17 | Mão Criminosa             | Adeus Fronteira          | Continental | 16.234      | ago/50           |
| 18 | Aparecida do Norte        | Boiadeiro do Norte       | Continental | 16.348      | mar/51           |
| 19 | Castigo                   | Balancê                  | Continental | 16.394      | jun/51           |
| 20 | A Morte do Dr. Laureano   | Cuiabana                 | Continental | 16.452      | set/51           |
| 21 | Boi de Carro              | A Morte do Canoeiro      | Continental | 16.466      | dez/51           |
| 22 | Rio Pequeno               | Cabocla                  | Continental | 16.519      | abr/52           |
| 23 | Flor Gaúcha               | Rio Grande               | Continental | 16.526      | abr/52           |
| 24 | Paulista                  | Monumento Nacional       | Continental | 16.581      | jun/52           |
| 25 | Paraíba                   | Sertaneja                | Continental | 16.596      | jul/52           |
| 26 | Carta                     | Casinha Branca           | Continental | 16.623      | dez/52           |
| 27 | Chico Viola Morreu        | Jangadeiro               | Continental | 16.697      | abr/53           |
| 28 | Pião de Uberaba           | Pé de Ipê                | Continental | 16.698      | abr/53           |
| 29 | Canto Pra Não Chorar      | Adeus, Campina da Serra  | Continental | 16.751      | jun/53           |
| 30 | O Crime de Não Sabê Lê    | Penacho                  | Continental | 16.788      | ago/53           |
| 31 | Desengano                 | Dois Corações            | Continental | 16.834      | out/53           |
| 32 | História de Minha Vida    | Mãe, Sempre Mãe          | Continental | 16.841      | out/53           |
| 33 | 25 de Janeiro             | Vem Depressa             | Continental | 16.859      | nov/53           |
| 34 | Lembrando Você            | Lar Feliz                | Continental | 16.860      | nov/53           |
| 35 | Garimpo                   | Violão de Luto           | Continental | 16.902      | mar/54           |
| 36 | Irradiação                | Filho do Carpinteiro     | Continental | 16.922      | abr/54           |
| 37 | Palhaço                   | Fim do Baile             | Continental | 16.962      | mai/54           |
| 38 | Recado                    | Sonho                    | Continental | 16.980      | jul/54           |
| 39 | Mágoa de Cantadô          | Meu Recado               | Continental | 17.034      | out/54           |
| 40 | Milagre do Amor           | Adeus Bela               | Continental | 17.086      | mai/55           |
| 41 | Eu e a Lua                | Sereno da Madrugada      | Continental | 17.107      | jul/55           |
| 42 | Padre Lima de Tambaú      | Três Fitas               | Continental | 17.135      | set/55           |
| 43 | Geada                     | Facão de Penacho         | Continental | 17.176      | out/55           |
| 44 | Maldita Cachaça           | Aniversário de Casamento | Continental | 17.250      | mar/56           |
| 45 | Ingratidão                | Tô Chegando Agora        | Continental | 17.251      | mar/56           |
| 46 | Nós e o Destino           | Bico de Pena             | Continental | 17.289      | mai/56           |
| 47 | A Marca da Ferradura      | Minas Gerais             | Continental | 17.292      | jun/56           |
| 48 | Amor de Artista           | Velhas Cartas            | Continental | 17.340      | set/56           |
| 49 | Meu Canário               | As Duas Mães             | Continental | 17.366      | dez/56           |
| 50 | Papai Noel                | Último Roubo             | Continental | 17.388      | abr/57           |
| 51 | Festa da Despedida        | Minas Gerais             | Continental | 17.402      | abr/57           |
| 52 | Livro da Vida             | Querer Bem               | Continental | 17.427      | jun/57           |
| 53 | Milagrosa Nossa Senhora   | Tristeza do Jeca         | Continental | 17.459      | ago/57           |
| 54 | Exemplo da Fé             | Justiça Divina           | Continental | 17.484      | out/57           |
| 55 | Saudades do Matão         | Saudades de Ouro Preto   | Continental | 17.531      | abr/58           |
| 56 | Princesa                  | Cana Verde               | Continental | 17.538      | jun/58           |
| 57 | Esquadrão Brasileiro      | Amor Desprezado          | Continental | 17.581      | out/58           |
| 58 | Pé da Letra               | Padecimento              | Continental | 17.618      | dez/58           |
| 59 | Gaúcho                    | Recordando               | Continental | 17.630      | fev/59           |
| 60 | Noite de São João         | Dois Morenos             | Continental | 17.668      | mai/59           |
| 61 | Rei do Gado               | Tempo de Amor            | Caboclo     | CS - 315    | jun/59           |
| 62 | Recordação de Gaúcho      | Tirana                   | Caboclo     | CS - 327    | ago/59           |
| 63 | Curitibana                | Chora Morena             | Caboclo     | CS - 350    | jun/60           |
| 64 | O Gondoleiro do Amor      | Triste Despedida         | Caboclo     | CS - 351    | jun/60           |
| 65 | Moreninha Linda           | Boiada                   | Philips     | 61.022      | jul/60           |
| 66 | Véio Pai                  | Antiga Viola             | Philips     | 61.023      | jul/60           |
| 67 | Desprezo                  | Me Leva                  | Caboclo     | CS - 360    | ago/60           |
| 68 | Moreninha                 | Cabelo de Trança         | Philips     | 61.046      | set/60           |
| 69 | Lá no Sertão              | Carro de Boi             | Caboclo     | CS - 393    | nov/60           |
| 70 | Triste Natal              | Canta Moçada             | Philips     | 61.059      | dez/60           |
| 71 | Caboclo                   | Marrueiro                | Caboclo     | CS - 411    | mai/61           |
| 72 | Prece a São João          | Mãezinha Querida         | Philips     | 61.095      | mai/61           |
| 73 | Paraguaia                 | Destinos Iguais          | Caboclo     | CS - 432    | jun/61           |
| 74 | Triste Coração            | Sofrê Sozinho            | Philips     | 61.111      | jul/61           |
| 75 | Amei                      | Meu Sertão               | Caboclo     | CS - 484    | set/61           |
| 76 | Finado                    | Chofer de Caminhão       | Philips     | 61.127      | mar/62           |
| 77 | Mourão da Porteira        | Bandeira Paulista        | Philips     | 61.138      | jul/62           |
| 78 | Sertão do Laranjinha      | Besta Ruana              | Caboclo     | CS - 552    | ago/62           |
| 79 | Velho Carreiro            | Paranaense               | Caboclo     | CS - 605    | nov/62           |
| 80 | Saudade                   | Ferreirinha              | Caboclo     | CS - 616    | out/63           |
| 81 | Miss Universo             | Arrasta-pé na Tuia       | Caboclo     | CS - 620    | out/63           |
| 82 | Baianinha                 | Lágrimas do Céu          | Caboclo     | CS - 623    | out/63           |
| 83 | Moda da Vida              | Querência da Serra       | Caboclo     | CS - 630    | nov/63           |
| 84 | Saudade Vai               | Carta de Caboclo         | Caboclo     | CS - 651    | fev/64           |